# Je zal het maar hebben
Je zal het maar hebben (JZHMH) is een Nederlands televisieprogramma van BNNVARA (voorheen BNN). In het programma staan jongeren met een bepaalde ziekte, aandoening of beperking centraal. Zij vertellen over hun leven.
De eerste aflevering werd uitgezonden in 2001, anno 2024 heeft het programma 22 seizoenen. De presentatie werd door de jaren heen gedaan door Patrick Lodiers, Ruben Nicolai, Valerio Zeno, Tim Hofman, Jurre Geluk en Emma Wortelboer.

## Prijzen
In 2003 won het programma De Hoofdprijs in de categorie Info(tainment) en kreeg het een nominatie voor het Gouden Beeld.
In 2005 won het programma de Premio Ondas (een internationale tv-award uit Spanje) in de categorie Televisieprogramma.

## Onderwerpen

### Specials
| Aflevering | Datum            | Onderwerp                      |
| ---------- | ---------------- | ------------------------------ |
| 1          | 30 maart 2007    | Bart de Graaff Foundation 2007 |
| 2          | 28 maart 2010    | Bart de Graaff Foundation 2010 |
| 3          | 22 februari 2011 | Bart de Graaff Foundation 2011 |
| 4          | 26 februari 2011 | JZHMH 10 jaar                  |
| 5          | 29 mei 2012      | Bart de Graaff Foundation 2012 |
| 6          | 19 juli 2013     | Bart de Graaff Foundation 2013 |
| 7          | 24 juni 2014     | Bart de Graaff Foundation 2014 |
| 8          | 10 februari 2015 | Bart de Graaff Foundation 2015 |

### Seizoen 1 (2001)
| Aflevering | Onderwerp                          |
| ---------- | ---------------------------------- |
| 1          | Allergieën                         |
| 2          | Taal- en spraakproblemen           |
| 3          | Oogziektes                         |
| 4          | Incontinentie                      |
| 5          | Huidaandoeningen                   |
| 6          | Slaapstoornissen                   |
| 7          | Haarproblemen                      |
| 8          | Syndroom van Gilles de la Tourette |

### Seizoen 2
| Aflevering | Onderwerp          |
| ---------- | ------------------ |
| 1          | Stinken en zweten  |
| 2          | Angst en dwang     |
| 3          | Zenuwstelsel       |
| 4          | Gezicht            |
| 5          | Bewegingsapparaten |
| 6          | Hersenen           |
| 7          | Hormonen           |
| 8          | Eetproblemen       |

### Seizoen 3
| Aflevering | Onderwerp   |
| ---------- | ----------- |
| 1          | Fobieën     |
| 2          | Anusatresie |
| 3          | Psychiatrie |
| 4          | Lucht       |
| 5          | Spieren     |
| 6          | Verslaving  |

### Seizoen 4
| Aflevering | Onderwerp                       |
| ---------- | ------------------------------- |
| 1          | Erfelijke ziektes               |
| 2          | Niet-aangeboren hersenletsel    |
| 3          | Psychiatrie                     |
| 4          | Chronische ziektes              |
| 5          | Obsessieve-compulsieve stoornis |
| 6          | Transplantaties                 |

### Seizoen 5
| Aflevering | Onderwerp                                         |
| ---------- | ------------------------------------------------- |
| 1          | Syndroom van Treacher Collins en Proteus-syndroom |
| 2          | Anorexia en Emetofobie                            |
| 3          | Albino en Blind / Oogprothese                     |
| 4          | Parkinson en Autisme                              |
| 5          | Psoriasis, Ichthyosis histrix en Brandwonden      |
| 6          | Hoge dwarslaesie, Spina Bifida en Amputée         |

### Seizoen 6 (2007)
| Aflevering | Onderwerp                                                               |
| ---------- | ----------------------------------------------------------------------- |
| 1          | Taaislijmziekte, Lupus en Ziekte van Fabry                              |
| 2          | Manisch Depressief, Transgenderisme en Autisme                          |
| 3          | Sarcoïdose, Syndroom van Crouzon en Kleurenblind                        |
| 4          | Hersenletsel, Dwarslaesie en Hersenkneuzing                             |
| 5          | Beschadigde hypofyse, ADHD en FOP                                       |
| 6          | Borstkanker, Vulvakanker en Teelbalkanker                               |
| 7          | Syndroom van Ehlers-Danlos, Ziekte van Huntington en Syndroom van Usher |
| 8          | aids en hiv                                                             |
| 9          | Arthritis psoriatica, RSI en Spina bifida                               |

### Seizoen 7 (2008)
| Aflevering | Onderwerp                                                       |
| ---------- | --------------------------------------------------------------- |
| 1          | Alopecia, Osteoporose en Stoma                                  |
| 2          | Reuzengroei, Dwerggroei en Primair lymfoedeem                   |
| 3          | Pinda-allergie, Eczeem en Hyperacusis                           |
| 4          | Automutilatie, Syndroom van Down en Neurofibromatose            |
| 5          | Dystrofie, Pulmonale hypertensie en Syndroom van Guillain-Barré |
| 6          | TAR-Syndroom, Osteosarcoom en Ziekte van Hunter                 |
| 7          | Conversiestoornis, Gilles de la Tourette en Stotteren           |

### Seizoen 8 (2009)
| Aflevering | Datum         | Onderwerp                                                        |
| ---------- | ------------- | ---------------------------------------------------------------- |
| 1          | 17 maart 2009 | Lymfatische malformatie en Borderline                            |
| 2          | 24 maart 2009 | Syndroom van Treacher Collins en Obsessieve-compulsieve stoornis |
| 3          | 31 maart 2009 | Osteogenesis imperfecta en Morbide Obesitas                      |
| 4          | 21 april 2009 | Cystic Fibrosis en Dwarslaesie                                   |
| 5          | 12 mei 2009   | Hypochondrie en Syndroom van Kearns-Sayre                        |
| 6          | 19 mei 2009   | Spasme en Anorexia Nervosa                                       |
| 7          | 26 mei 2009   | Clusterhoofdpijn en Genderdysforie                               |
| 8          | 2 juni 2009   | Autisme en Scoliose / Kyfose                                     |

### Seizoen 9 (2010)
| Aflevering | Datum            | Onderwerp                                                         |
| ---------- | ---------------- | ----------------------------------------------------------------- |
| 1          | 24 januari 2010  | Torticollis spasmodica en Dwarslaesie                             |
| 2          | 31 januari 2010  | Spierdystrofie van Duchenne en Syndroom van Gilles de la Tourette |
| 3          | 7 februari 2010  | Hartfalen en Syndroom van Usher                                   |
| 4          | 14 februari 2010 | Achondroplasie en MCDD                                            |
| 5          | 21 februari 2010 | Narcolepsie en Ichtyosis                                          |
| 6          | 28 februari 2010 | Geen armen en Hyperhydrosis                                       |
| 7          | 7 maart 2010     | Slechthorendheid, Tinnitus en Syndroom van Ehlers-Danlos          |
| 8          | 14 maart 2010    | Nierfalen en Schizofrenie                                         |
| 9          | 21 maart 2010    | Syndroom van Möbius en spinnenangst                               |

### Seizoen 10 (2010-2011)
| Aflevering | Datum            | Onderwerp                              |
| ---------- | ---------------- | -------------------------------------- |
| 1          | 21 december 2010 | Spasmen en Gegeneraliseerde dystonie   |
| 2          | 28 december 2010 | Aniridie en Meervoudige handicap       |
| 3          | 4 januari 2011   | Ex-comapatiënte en SMA                 |
| 4          | 11 januari 2011  | Focomelie en Emetofobie                |
| 5          | 18 januari 2011  | Hersenletsel en Hartfalen              |
| 6          | 25 januari 2011  | Anosmie en Colitis Ulcerosa            |
| 7          | 1 februari 2011  | Hemifaciale microsomie en HSAN         |
| 8          | 8 februari 2011  | Doofheid, hiv en syndroom van Asperger |
| 9          | 15 februari 2011 | Amputé en syndroom van Sjögren         |

### Seizoen 11 (2012)
| Aflevering | Datum            | Onderwerp                                                        |
| ---------- | ---------------- | ---------------------------------------------------------------- |
| 1          | 7 februari 2012  | Systemische sclerodermie en Spina bifida                         |
| 2          | 21 februari 2012 | Verstandelijke handicap en Erytropoëtische protoporfyrie (EPP)   |
| 3          | 28 februari 2012 | Syndroom van Crouzon en Ziekte van Gorham                        |
| 4          | 6 maart 2012     | Neurofibromatose en Niet-aangeboren hersenletsel                 |
| 5          | 20 maart 2012    | Fasciitis Necroticans/Amputée en Derealisatie & Depersonalisatie |
| 6          | 10 april 2012    | Congenitale Spierdystrofie en Wijnvlek                           |
| 7          | 1 mei 2012       | Slechtziendheid, Psychose en Trichotillomanie                    |
| 8          | 8 mei 2012       | Lipoedeem en Zaadbalkanker                                       |
| 9          | 15 mei 2012      | Spasmen, Psychose en Brandwonden                                 |

### Seizoen 12 (2013)
| Aflevering | Datum        | Onderwerp                                          |
| ---------- | ------------ | -------------------------------------------------- |
| 1          | 7 mei 2013   | Mizuho, Fibromyalgie                               |
| 2          | 14 mei 2013  | Meningokokke sepsis, PDD-NOS                       |
| 3          | 21 mei 2013  | Spasmen, Diabetes                                  |
| 4          | 28 mei 2013  | Holt-Oram, Osteogenesis Imperfecta                 |
| 5          | 4 juni 2013  | Aanlegstoornis, Conversiestoornis                  |
| 6          | 11 juni 2013 | Syndroom van Asperger, Syndroom van Dandy-Walker   |
| 7          | 18 juni 2013 | Spierdystrofie van Duchenne, Epidermolysis Bullosa |
| 8          | 25 juni 2013 | Ullrich, Onvolgroeide benen                        |
| 9          | 2 juli 2013  | Hemiplegie, Niet-aangeboren hersenletsel           |

### Seizoen 13 (2014)
| Aflevering | Datum         | Onderwerp                                                |
| ---------- | ------------- | -------------------------------------------------------- |
| 1          | 4 maart 2014  | De 100e Je Zal Het Maar Hebben/Hoe is het nu met?        |
| 2          | 25 maart 2014 | Kabukisyndroom en Psychose                               |
| 3          | 15 april 2014 | Posttraumatische stressstoornis en Diastrofe Dysplasie   |
| 4          | 6 mei 2014    | Congenitale afwijking en Psychische problemen            |
| 5          | 13 mei 2014   | Misofonie en Groeistoornis                               |
| 6          | 20 mei 2014   | Maagverlamming, Slechtziendheid en Ziekte van Bechterew  |
| 7          | 27 mei 2014   | Afwezigheid van de rechterhersenhelft en Ziekte van Lyme |
| 8          | 3 juni 2014   | Groeistoornis en Cerebrale parese                        |
| 9          | 10 juni 2014  | Syndroom van Goldenhar en Taaislijmziekte                |

### Seizoen 14 (2014-2015)
| Aflevering | Datum            | Onderwerp                                                       |
| ---------- | ---------------- | --------------------------------------------------------------- |
| 1          | 2 december 2014  | Syndroom van Marfan en Arthrogryposis Multiplex Congenita (AMC) |
| 2          | 16 december 2014 | Korte arm door Spina Bifida en Doofheid door hersentumor        |
| 3          | 23 december 2014 | Hartafwijking & Hersenvliesontsteking en Stemmen in je hoofd    |
| 4          | 30 december 2014 | Spina Bifida en Onvolgroeide armen                              |
| 5          | 6 januari 2015   | Osteogenesis imperfecta en PDD-NOS                              |
| 6          | 13 januari 2015  | Caverneuze malformatie en Achondroplasie                        |
| 7          | 20 januari 2015  | Mesothelioom en Ziekte van Lyme                                 |
| 8          | 27 januari 2015  | Hersenbloeding, Acute jeugdreuma en darmziekte                  |
| 9          | 3 februari 2015  | Kleine-Levin Syndroom en storing in afweersysteem               |

### Seizoen 16 (2017)
| Aflevering | Datum         | Onderwerp                                   |
| ---------- | ------------- | ------------------------------------------- |
| 1          | 14 maart 2017 | Narcolepsie en Autisme                      |
| 2          | 21 maart 2017 | Spasme door zuurstofgebrek en Psychose      |
| 3          | 28 maart 2017 | Hersenletsel en een eetstoornis             |
| 4          | 4 april 2017  | Huidziekte en slecht zicht door hersentumor |
| 5          | 11 april 2017 | Nemaline myopathie en Conversiestoornis     |
| 6          | 18 april 2017 | Alopecia Areata en Taaislijmziekte          |
| 7          | 25 april 2017 | TAR-syndroom en Alcoholisme                 |
| 8          | 2 mei 2017    | POTS en Amputé                              |
| 9          | 9 mei 2017    | Doofheid en angst- en paniekstoornis        |
| 10         | 16 mei 2017   | Ziekte van Crohn en reuma                   |

### Seizoen 17 (2018)
| Aflevering | Datum         | Onderwerp                                                                                   |
| ---------- | ------------- | ------------------------------------------------------------------------------------------- |
| 1          | 20 maart 2018 | Progeria en Syndroom van Gilles de la Tourette                                              |
| 2          | 27 maart 2018 | Syndroom van Möbius, Syndroom van Poland en Borderline                                      |
| 3          | 2 april 2018  | Congenitale Spierdystrofie en Syndroom van Treacher Collins                                 |
| 4          | 9 april 2018  | Epidermolysis bullosa en Juveniele Dermatomyositis                                          |
| 5          | 16 april 2018 | Hemifaciale hypertrofie en Chronische inflammatoire demyeliniserende polyneuropathie (CIDP) |
| 6          | 23 april 2018 | Syndroom van Morsier/Slechtziendheid en Niet-verbale leerstoornis                           |
| 7          | 1 mei 2018    | Schizofrenie, Psychose en Ziekte van Ullrich                                                |
| 8          | 8 mei 2018    | Nierfalen en Aanlegstoornis                                                                 |
| 9          | 15 mei 2018   | Spasme, niet kunnen spreken en Syndroom van Alström                                         |
| 10         | 22 mei 2018   | Special Bart de Graaff Foundation                                                           |

### Seizoen 18 (2019)
| Aflevering | Datum            | Onderwerp                                                                      |
| ---------- | ---------------- | ------------------------------------------------------------------------------ |
| 1          | 8 januari 2019   | Arterio Veneuze Malformatie en het niet hebben van knieën, ellebogen en handen |
| 2          | 15 januari 2019  | Gilles de la Tourette en Complex Regionaal Pijnsyndroom                        |
| 3          | 22 januari 2019  | Cerebrale parese en kabukisyndroom                                             |
| 4          | 29 januari 2019  | Clusterhoofdpijn en Syndroom van Nager                                         |
| 5          | 5 februari 2019  | Lymfangioom/vervormd gezicht en Noordzeeziekte                                 |
| 6          | 12 februari 2019 | Nemaline myopathie en Osteogenesis imperfecta                                  |
| 7          | 19 februari 2019 | Foetaal alcoholsyndroom en Ziekte van Crohn                                    |
| 8          | 26 februari 2019 | Special Bart de Graaf: Ziekte van Lyme en Blindheid                            |

### Seizoen 19 (2019)
| Aflevering | Datum            | Onderwerp                                                  |
| ---------- | ---------------- | ---------------------------------------------------------- |
| 1          | 15 oktober 2019  | Brandwonden en Freeman Sheldon Syndroom                    |
| 2          | 22 oktober 2019  | Spinocerebellaire ataxie en het niet hebben van armen      |
| 3          | 29 oktober 2019  | Posttraumatische stressstoornis, Taaislijmziekte en ADHD   |
| 4          | 5 november 2019  | Treacher Collins en blijvende gehoorschade                 |
| 5          | 12 november 2019 | Facioscapulohumerale dystrofie en het syndroom van Wolfram |
| 6          | 26 november 2019 | Emeteofobie en dwarslaesie                                 |
| 7          | 3 december 2019  | Lipoedeem en herseninfarct                                 |
| 8          | 10 december 2019 | Arthrogryposis multiplex congenita en multiple sclerose    |

### Je zal het maar hebben specials (2020)
Vanwege het 20-jarig bestaan van het programma zendt BNNVARA vanaf 25 augustus vier afleveringen uit waarin oud-kandidaten vertellen hoe het met ze gaat. De serie wordt gepresenteerd door Jurre Geluk.

### Seizoen 20 (2021)
| Aflevering | Datum            | Onderwerp                                                          |
| ---------- | ---------------- | ------------------------------------------------------------------ |
| 1          | 5 januari 2021   | Special Coronavirus                                                |
| 2          | 12 januari 2021  | DIS en Osteopetrose                                                |
| 3          | 19 januari 2021  | Ziekte van Menière en de gevolgen van een zwaar ongeluk            |
| 4          | 26 januari 2021  | Lymfatische malformatie en Cloves                                  |
| 5          | 2 februari 2021  | Syndroom van Usher en TAR-syndroom                                 |
| 6          | 9 februari 2021  | SCA type 2 en EEC-syndroom                                         |
| 7          | 16 februari 2021 | Kataplexie en McCune Albright syndroom                             |
| 8          | 23 februari 2021 | Ziekte van Duchenne en Obsessieve-compulsieve stoornis             |
| 9          | 2 maart 2021     | Campomele dysplasie, PDD-NOS en Syndroom van Gilles de la Tourette |

### Seizoen 21 (2022)
| Aflevering | Datum            | Onderwerp                                                                |
| ---------- | ---------------- | ------------------------------------------------------------------------ |
| 1          | 15 februari 2022 | Sikkelcelziekte en Syndroom van Sturge-Weber                             |
| 2          | 22 februari 2022 | Syndroom van Ehlers-Danlos en Epidermolysis bullosa                      |
| 3          | 1 maart 2022     | Autisme en Spondylo-epifysaire dysplasie                                 |
| 4          | 8 maart 2022     | Dwarslaesie en de gevolgen van mishandeling                              |
| 5          | 15 maart 2022    | Facial Infiltrating Lipomatosis en Ziekte van Parkinson                  |
| 6          | 5 april 2022     | Besmetting met meningokokkenbacterie en Stoornis van de lichaamsbeleving |
| 7          | 12 april 2022    | Osteogenesis imperfecta en de gevolgen van een ongeluk                   |
| 8          | 19 april 2022    | Vater-syndroom, Klippel-Feil-syndroom en Open rug                        |
| 9          | 21 juni 2022     | Special/terugblik                                                        |

### Seizoen 22 (2023)
| Aflevering | Datum            | Onderwerp                             |
| ---------- | ---------------- | ------------------------------------- |
| 1          | 28 februari 2023 | Ziekte van Huntington & Cantú-sydroom |
| 2          | 7 maart 2023     | Cutis laxa & Blindheid                |

3 op Reis ·
Afkicken ·
De allerslechtste echtgenoot van Nederland ·
Atletico Ananas ·
AVRO's Sterrenslag ·
Baby te huur ·
De Badgasten ·
De beste ·
Bitches ·
Bloed, Zweet en Luxeproblemen ·
Break Free · 
Cash Cab ·
Comedy Live ·
Costa! ·
Crazy 88 ·
Dennis en Valerio vs de rest ·
Dennis vs Valerio ·
Doe Maar Normaal ·
Egoland ·
Feuten ·
Finals ·
Floortje en de ambassadeurs · 
Floortje naar het einde van de wereld ·
Get Smarter in a Week ·
Golden Oldies ·
De Grote Donorshow ·
Hey DJ ·
Je zal het maar hebben ·
Je zal het maar zijn ·
Kannibalen ·
Katja vs Bridget ·
Katja vs De Rest ·
Kebab TV ·
De Klimaatpolitie ·
Lama gezocht ·
De Lama's ·
Lijst 0 ·
Loverboys ·
MaDiWoDoVrijdagshow ·
De Man met de Hamer ·
Mystery Party ·
De Nationale Eettest ·
De Nationale IQ Test ·
Neuken doe je zo! ·
De Nieuwste Show ·
Nu we er toch zijn ·
Onderweg naar Morgen ·
Over Mijn Lijk ·
Ranking the Stars ·
Rat van Fortuin ·
Ruben vs Geraldine ·
Ruben vs Katja ·
Ruben vs Sophie ·
Het schnitzelparadijs ·
De School ·
De slechtste chauffeur van Nederland ·
Sluipschutters ·
Smeris ·
De Social Club ·
Spuiten en Slikken ·
De Stalkshow ·
StartUp ·
Sterretje Gezocht ·
Stop in the Name of Love ·
Tessa ·
Tequila ·
Top of the Pops ·
Try Before You Die ·
Van God Los ·
Vier handen op één buik ·
VOC ·
Vrijdag op Maandag ·
Waar kan ik je 's nachts voor wakker maken? ·
Walhalla ·
Weg met BNN ·
De Zeven Zeeën